# Livermorij
Livermorij je sintetični kemični element s simbolom Lv in atomskim številom 116. Gre za izjemno radioaktivnen element, ki je bil narejen le v laboratorijih in v naravi ni bil opažen. Element je poimenovan po Narodnem laboratoriju Lawrence Livermore v ZDA, ki je sodeloval s Združenim inštitutom za jedrske raziskave (JINR) v Dubni v Rusiji, da sta s poskusi med leti 2000 in 2006 odkrila livermorij. Ime laboratorija se nanaša na mesto Livermore v Kaliforniji, kjer se nahaja, samo pa je bilo poimenovano po rejniku in lastniku zemljišča Robertu Livermoreju. Ime je IUPAC sprejel 30. maja 2012.  Znani so štirje izotopi livermorija z masnim številom od 290 do vključno 293; najdlje živeči med njimi je livermorij-293 z razpolovno dobo približno 60 milisekund. Poročali so o petem možnem izotopu z masnim številom 294, ki pa še ni potrjen.
V periodnem sistemu je uvreščen v p-blok in je transaktinoidni element. Je član 7. periode in je uvrščen v skupino 16 kot najtežji halkogen, čeprav ni potrjeno, da se obnaša kot težji homolog halkogena polonija. Izračunano je, da ima Livermorij nekaj podobnih lastnosti kot njegovi lažji homologi (kisik, žveplo, selen, telur in polonij) in da je šibka kovina, vendar bi se od njih moral tudi kar precej razlikovati.

## Uvod
Najtežja jedra nastanejo v jedrskih reakcijah, ki združijo dve drugi jedri neenake velikosti v eno; v grobem velja, da bolj, kot sta jedri glede na maso neenaki, večja je možnost, da bosta reagirali. Iz materiala iz težjih jeder se naredi tarča, ki jo nato bombardira snop lažjih jeder. Dve jedri se lahko združita v eno samo, če se dovolj približata; normalno se jedra (vsa pozitivno nabita) med seboj odbijajo zaradi elektrostatičnega odbijanja. Močna interakcija lahko to odbojnost premaga, vendar le na zelo kratki razdalji od jedra; jedra žarka se tako močno pospeši, da postane taka odbojnost nepomembna v primerjavi s hitrostjo jedra v snopu. Samo približevanje ni dovolj, da se dve jedri zlijeta: ko se dve jedri približata, običajno ostaneta skupaj približno 10−20 sekunde in se nato ločita (ne nujno v isti sestavi kot pred reakcijo), namesto da tvorita eno jedro. Če pride do fuzije, je začasna združitev, imenovana sestavljeno jedro, vzbujeno stanje. Da bi izgubilo energijo vzbujenja in doseglo stabilnejše stanje, se sestavljeno jedro razcepi ali izvrže enega ali več nevtronov, ki odnesejo odvečno energijo.
Žarek prehaja skozi tarčo in doseže naslednjo komoro – separator; če novo jedro nastane, potuje skupaj s tem žarkom. V separatorju se novo nastalo jedro loči od drugih nuklidov (prvotnega žarka in vseh drugih reakcijskih produktov) in prenese v pregradno-površinski detektor, ki jedro ustavi. Tam je zaznana natančna lokacija prihajajočega udarca na detektor; prav tako tudi njegova energija in čas prihoda. Prenos traja približno 10−6 sekunde; da jo lahko zazna, jedro med tem ne sme razpasti. Jedro se ponovno zabeleži, ko se zabeleži njegovo razpadanje in izmeri lokacija, energija in čas razpada.
Stabilnost jedra zagotavlja močna interakcija, vendar je njegov obseg zelo kratek; ko jedra povečamo, vpliv močne interakcije na najbolj oddaljene nukleone (protone in nevtrone) oslabi. Prav tako jedro raztrga elektrostatično odbijanje med protoni, saj ima neomejen domet. Za jedra najtežjih elementov je tako teoretično napovedan in doslej opazovan predvsem propad z razpadnimi načini, ki jih povzroča takšna odbijanje: alfa razpad in spontana cepitev; ti načini prevladujejo za jedra supertežkih elementov. Alfa razpadi so zaznani z oddajanjem alfa delcev, produkte razpada pa je enostavno določiti pred dejanskim razpadom; če takšno razpadanje ali niz zaporednih razpadov ustvari znano jedro, lahko prvotni produkt reakcije aritmetično določimo. Spontana cepitev proizvaja različna jedra kot produkte, zato prvotnega nuklida ni mogoče določiti od njegovih produktov.
Informacije, ki so na voljo fizikom, katerih namen je sintetizirati enega najtežjih elementov, so torej informacije, zbrane na detektorjih: lokacija, energija in čas prihoda delca na detektor ter podatki o njegovem razpadu. Fiziki analizirajo te podatke in skušajo ugotoviti ali jih je dejansko povzročil nov element in ali jih ni mogel povzročiti drugačen nuklid od tistega, katerega so iskali. Pridobljeni podatki pogosto ne zadoščajo za sklep, da je bil nov element vsekakor ustvarjen in če za opažene učinke ni druge razlage, so bile narejene napake pri interpretaciji podatkov.

## Zgodovina

### Neuspešni poskusi sinteze
Prvo iskanje elementa 116 z uporabo reakcije med 248Cm in 48Ca je leta 1977 izvedel Ken Hulet s svojo ekipo v Narodnem laboratoriju Lawrence Livermore (LLNL). Zaznati jim ni uspelo nobenega atoma livermorija. Yuri Oganessian in njegova ekipa v Laboratoriju za jedrske reakcije v Flerovu (FLNR) v Združenem inštitutu za jedrske raziskave (JINR) so nato poskusili reakcijo leta 1978 in naleteli na neuspeh. Leta 1985 je bil v skupnem poskusu med Berkeleyjem in ekipo Petra Armbrusterja pri GSI rezultat spet negativen, izračunana meja preseka je bila 10–100 pb. Delo na reakcijah z 48Ca, ki se je izkazalo za zelo koristno pri sintezi nobelija iz reakcije narPb + 48Ca, se je nadaljevalo v Dubni. Leta 1989 je bil razvit separator supertežkih elementov, iskanje ciljnih materialov in začetek sodelovanja z LLNL se je začel leta 1990, v letu 1996 se je začela proizvodnja močnejših žarkov 48Ca, v zgodnjih devetdesetih pa so potekale priprave na dolgoročne poskuse s tremi stopnjami občutljivosti. To delo je neposredno privedlo do tvorbe novih izotopov elementov od 112 do 118 v reakcijah 48Ca z aktinoidnimi tarčami in odkritja petih najtežjih elementov na periodnem sistemu: flerovija, moskovija, livermorija, tenesa in oganesona.
Leta 1995 je mednarodna skupina, ki jo je vodil Sigurd Hofmann v Gesellschaft für Schwerionenforschung (GSI) v Darmstadtu v Nemčiji, poskušala sintetizirati element 116 v reakciji, v katerem jedro spojine de-ekscitira le z emisijo gama brez emisije nevtronov, z svinčevo-208 tarčo in selenom-82. Atomov elementa 116 ni bilo identificiranih.

### Nepotrjene trditve o odkritju
Konec leta 1998 je poljski fizik Robert Smolańczuk objavil izračune fuzije atomskih jeder za sintezo supertežkih atomov, vključno z oganesonom in livermorijem. Njegovi izračuni kažejo, da bi bilo mogoče ta dva elementa izdelati z zlivanjem svinca s kriptonom v skrbno nadzorovanih pogojih.
Leta 1999 so raziskovalci iz Nacionalnega laboratorija Lawrence Berkeley uporabili te napovedi in v prispevku, objavljenem v Physical Review Letters kmalu po poročanju rezultatov v Science, objavili odkritje livermorija in oganesona. Raziskovalci so poročali, da so izvedli reakcijo
86Kr + 208Pb → 293Og + 1Nt → 289Lv + α
Naslednje leto so objavili umik od trditve, potem ko raziskovalci v drugih laboratorijih in v laboratoriju Berkeley niso mogli ponoviti rezultatov. Junija 2002 je direktor laboratorija sporočil, da je prvotna trditev o odkritju teh dveh elementov temeljila na podatkih, ki jih je pridobil glavni avtor Victor Ninov.

### Odkritje
Livermorij je bil prvič sintetiziran 19. julija 2000, ko so znanstveniki iz Dubne (JINR) bombardirali tarčo kirija-248 s pospešenimi ioni kalcija-48. Zaznan je bil en sam atom, ki je propadel z razpadom alfa z energijo razpada 10,54 MeV na izotop flerovija. Rezultati so bili objavljeni decembra 2000.
248Cm + 48Ca → 296Lv* → 293Lv + 3 1Nt → 289Fl + 4He
Produkt, flerovijev izotop, je imel lastnosti, ki so enake tistim iz flerovijevega izotopa prvič sintetiziranega junija 1999, ki je bil prvotno predviden, da je 288Fl, kar pomeni, da je produkt livermorijevega izotopa 292Lv. Kasnejša dela decembra 2002 so pokazala, da je sintetizirani izotop flerovija dejansko bil 289Fl, zato je bila dodelitev sintetiziranega atoma livermorija ustrezno spremenjena na 293Lv.

### Pot do potrditve
Inštitut je med drugim poskusom aprila in maja 2001 poročal o dveh nadaljnjih atomih. V istem poskusu so odkrili tudi razpadno verigo, ki ustreza prvemu opaženemu razpadu flerovija decembra 1998, ki je bil dodeljen 289Fl. Še nikoli ni bil opažen noben izotop flerovija z enakimi lastnostmi, kot tisti, ki je bil najden decembra 1998, niti pri ponovitvah iste reakcije. Kasneje je bilo ugotovljeno, da ima 289Fl različne lastnosti razpada in da je bil prvi opaženi atom flerovija morda njegov jedrski izomer 289mFl. Opazovanje 289mFl v tej seriji poskusov lahko kaže na tvorbo izomera livermorija, in sicer 293mLv, ali redko in prej neopaženo razpadajočo verigo že odkritega stanja 293Lv na 289mFl. Nobena od možnosti ni gotova in za pozitivno dodelitev te dejavnosti so potrebne raziskave. Druga predlagana možnost je dodelitev prvotnega atoma iz decembra 1998 izotopu 290Fl, saj energija kratkega snopa, uporabljena v prvotnem poskusu, lahko povzroči emisijo dveh nevtronov. ; Izotop, iz katerega je nastal, bi potem lahko bil 294Lv, vendar bi ta dodelitev še vedno potrebovala potrditev reakcije 248Cm(48Ca,2n)294Lv.
Skupina je poskus ponovila aprila in maja 2005 in odkrila 8 atomov livermorija. Izmerjeni podatki o razpadu so potrdili dodelitev prvo odkritega izotopa kot 293Lv. V tem poskusu je ekipa prvič opazila tudi izotop 292Lv. V nadaljnjih poskusih od leta 2004 do 2006, je ekipa zamenjala tarčo kirija-248 z lažjim izotopom Kirij-245. Tu so našli dokaze za dva nova izotopa 290Lv in 291Lv.
Maja 2009 je Skupna delovna skupina IUPAC / IUPAP poročala o odkritju Kopernicija in potrdila odkritje izotopa 283Cn. To je pomenilo dejansko odkritje izotopa 291Lv iz potrditve podatkov, ki se nanašajo na njegov produkt 283Cn, čeprav podatki o livermoriju niso bili nujni za dokazovanje odkritja Kopernicija. Tudi leta 2009 sta Berkeley in Gesellschaft für Schwerionenforschung (GSI) v Nemčiji potrdila izolacijo flerovija 286–289, ki so neposredni produkti štirih znanih izotopov livermorija. Leta 2011 je IUPAC ocenil poskuse skupine iz Dubne v letih 2000–2006. Medtem ko so se jim zdeli prvi podatki (ki ne vključujejo 291Lv in 283Cn) nedoločni, so bili rezultati 2004–2006 sprejeti kot identifikacija livermorija in element je bil uradno priznan kot odkrit.
Sinteza livermorija je bila neodvisno potrjena na GSI (2012) in RIKEN (2014 in 2016). V poskusu GSI iz leta 2012 se je izkazalo, da je ena veriga, ki je bila predhodno dodeljena 293Lv, v neskladju s prejšnjimi podatki; predvideva se, da lahko ta veriga izvira iz izomernega stanja, 293mLv. V poskusu RIKEN leta 2016 je bil zaznan en atom, ki ga je mogoče dodeliti 294Lv, ki je alfa razpadel na 290Fl in 286Cn, ki sta se spontano cepila, vendar je bil prvi alfa delec iz nastalega livermorijevega nuklida zgrešen in dodelitev nuklida 294Lv je še vedno negotova, čeprav verjetna.

### Poimenovanje
Z uporabo Mendelejeve nomenklature za neimenovane in neodkrite elemente livermorij včasih imenujemo eka-polonij. Leta 1979 je IUPAC priporočil, da se, dokler ni potrjeno odkritje elementa in ni določeno ime, uporabi nadomestno sistematično im elementa, tj. ununheksij (Uuh). Čeprav so bila priporočila pogosto uporabljena v kemijski skupnosti na vseh ravneh, od učilnic kemije do poglobljenih učbenikov, so bila med znanstveniki s tega področja večinoma prezrta, ki so ga imenovali "element 116" s simbolom E116, (116) ali celo preprosto 116. 
V skladu s priporočili IUPAC ima odkritelj ali odkritelji novega elementa pravico predlagati ime. Skupna delovna skupina (JWP) IUPAC-a je 1. junija 2011 skupaj s flerovijem priznalo odkritje livermorija. Po besedah namestnika direktorja JINR je ekipa iz Dubne prvotno želela element 116 poimenovati moskovij po Moskovski oblasti, v kateri je Dubna, vendar je bilo pozneje to ime uporabljeno za element 115 . Ime livermorij (angleško livermorium) in simbol Lv sta bila sprejeta 23. maja 2012. Ime izhaja iz Narodnega laboratorija Lawrence Livermore v mestu Livermore v Kaliforniji v ZDA, ki je pri odkritju sodeloval z JINR. Mesto je poimenovano po ameriškem rančarju Robertu Livermoreju, naturaliziranem mehiškem državljanu angleškega rodu. Ceremonija poimenovanja flerovija in livermorija je bila v Moskvi 24. oktobra 2012.

## Predvidene lastnosti
Z izjemo jedrskih lastnosti niso bile izmerjene nobene lastnosti livermorija ali njegovih spojin; to je posledica izjemno omejene in drage proizvodnje ter dejstva, da zelo hitro razpade. Lastnosti livermorija zato ostajajo neznane in na voljo so le napovedi.

### Jedrska stabilnost in izotopi
Pričakuje se, da je Livermorij blizu otoka stabilnosti, usredinjenga pri koperniciju (element 112) in fleroviju (element 114). Zaradi pričakovanih visokih ovir pri cepitvi katero koli jedro na tem otoku stabilnosti razpade izključno z alfa razpadom in morda nekaj z zajetjem elektronov ali beta razpadom. Medtem ko znani izotopi livermorija dejansko nimajo dovolj nevtronov, da bi bili na otoku stabilnosti, se lahko vidi, da se približujejo otoku, saj so težji izotopi praviloma dlje živeči.
Supertežki elementi nastanejo z jedrsko fuzijo. Te fuzijske reakcije lahko razdelimo na "vročo" in "hladno" fuzijo, odvisno od energije vzbujenja nastalega jedra spojine. V reakcijah vroče fuzije se pospeši zelo lahke visokoenergijske izstrelke proti zelo težkim tarčam (aktinoidi), pri čemer nastanejo sestavljena jedra pri visoki energiji vzbujenja (~ 40-50 MeV), ki lahko izvrže ali upari več (3 do 5) nevtronov. V reakcijah hladne fuzije (pri katerih se uporabljajo težji izstrelki, običajno iz četrte periode, in lažje tarče, običajno svinec ali bizmut), imajo nastala spojena jedra razmeroma majhno energijo vzbujanja (~ 10–20 MeV), kar zmanjša verjetnost, da bodo ti produkti podvrženi cepitvenim reakcijam. Ko se spojena jedra ohladijo v osnovno stanje, zahtevajo emisijo le enega ali dveh nevtronov. Vroče fuzijske reakcije običajno proizvedejo več produktov, bogatih z nevtroni, saj imajo aktinoidi najvišja razmerja med nevtroni in protoni izmed katerih koli elementov, ki jih je trenutno mogoče izdelati v makroskopskih količinah.
Pomembne informacije o lastnostih težkih jeder bi lahko dobili s sintezo več izotopov livermorija, zlasti tistih z nekaj nevtroni več ali manj od znanih – 286Lv, 287Lv, 288Lv, 289Lv, 294Lv in 295Lv. To je mogoče, saj obstaja veliko razmeroma dolgo živečih izotopov kirija, ki jih lahko uporabimo za tarčo. Lahke izotope lahko dobimo tako, da spojimo kirij-243 s kalcijem-48. Ti bi razpadli z verigo alfa razpadov, ki bi se končala na transaktinoidnih izotopih, ki so prelahki, da bi jih lahko dosegli z vročo fuzijo in pretežki, da bi jih lahko proizvedli s hladno fuzijo.
Sintezo težkih izotopov 294Lv in 295Lv bi lahko dosegli s fuzijo težkega izotopa kirija kirij-250 s kalcijem-48. Presek te jedrske reakcije bi bil približno 1 pikobarn, vendar trenutno še ni mogoče proizvesti 250Cm v količinah, potrebnih za proizvodnjo tarče. Po nekaj alfa razpadih bi ti izotopi livermorija dosegli nuklide na liniji beta stabilnosti. Poleg tega lahko tudi zajetje elektrona postane pomemben način razpada v tej regiji, saj jedrom omogoča, da dosežejo sredino otoka. Na primer, predvideva se, da bi 295Lv razpadel z alfa razpadom na 291Fl, ki bi zajemal elektrone do 291Nh in nato 291Cn, ki naj bi bil sredi otoka stabilnosti in imel razpolovni čas približno 1200 let, kar nam daje najboljše upanje, da bomo s sedanjo tehnologijo dosegli sredino otoka. Pomanjkljivost je, da so lastnosti razpada supertežkih jeder, ki so blizu linije beta stabilnosti, večinoma neraziskane.
Druge možnosti za sintezo jeder na otoku stabilnosti vključujejo kvazifisijo (delna fuzija, kateri sledi cepitev) masivnega jedra. Takšna jedra se navadno cepijo in izženejo dvojno magične ali skoraj dvojno magične nuklide, kot so kalcij-40, kositer-132, svinec-208 ali bizmut-209. V zadnjem času se je izkazalo, da bi lahko reakcije prenosa več nukleonov v trkih jeder aktinoidov (kot sta uran in kirij) uporabili za sintezo nevtronsko bogatih supertežkih jeder, ki se nahajajo na otoku stabilnosti, čeprav je nastanek lažjih elementov, kot sta nobelij ali siborgij bolj priljubljen. Zadnja možnost za sintezo izotopov v bližini otoka je uporaba nadzorovanih jedrskih eksplozij za ustvarjanje nevtronskega toka, ki je dovolj visok, da obide vrzeli nestabilnosti pri 258–260Fm in pri masnem številu 275 (atomska števila od 104 do 108 ), posnemajoč r-postopek, v katerem so bili aktinoidi prvič proizvedeni v naravi, in je vrzel nestabilnosti okoli radona bila obidena. Nekateri takšni izotopi (zlasti 291Cn in 293Cn) so bili morda celo sintetizirani v naravi, vendar bi že prehitro propadli (z razpolovnimi časi le tisoče let) in nastali v premajhnih količinah (približno 10−12 razširjenosti svinca), da bi jih bilo danes mogoče zaznati kot prvotne nuklide zunaj kozmičnih žarkov.

### Fizikalne in atomske
V periodnem sistemu je livermorij član 16. skupine, halkogenov. Nahaja se pod kisikom, žveplom, selenom, telurjem in polonijem. Vsak prejšnji halkogen ima v svoji valenčni lupini šest elektronov, ki tvorijo valenčno elektronsko konfiguracijo ns2 np4. Pri livermoriju bi se moral trend nadaljevati in domneva se, da bo valenčna elektronska konfiguracija 7s2 7p4,  zato bo imel livermorij nekaj podobnosti s svojimi lažjimi sorodniki. Razlike se bodo najbrž pojavile; velik učinek povzroča interakcija med spinom in tirom (SO) – medsebojna interakcija med gibanjem elektronov in spinom. Še posebej močan je za težke elemente, saj se njihovi elektroni gibljejo veliko hitreje kot pri lažjih atomih (s hitrostmi, primerljivimi s svetlobno hitrostjo). Pri atomih livermorija interakcija zniža ravni energije elektronov 7s in 7p (jih stabilizira), vendar sta dve od 7p ravni energije elektronov bolj stabilizirani kot preostale štiri. Stabilizaciji 7s elektronov pravimo učinek inertnega para, učinek, ki "pretrga" podlupino 7p v bolj stabilizirane in manj stabilizirane dele, pa se imenuje delitev podlupine. Računski kemiki vidijo delitev kot spremembo drugegega (azimutnega) kvantega števila l od 1 do 1/2 in 3/2 za bolj stabilne in manj stabilne dele 7p podlupine, in sicer: podlupina 7p1/2 deluje kot drugi inertni par, čeprav ne tako inerten kot elektrona v 7s, medtem ko lahko podlupina 7p3/2 zlahka sodeluje v kemiji. Za številne teoretične namene je lahko valenčna elektronska konfiguracija prikazana tako, da odraža delitev podpuline 7p kot 7s2 7p1/22 7p3/22.
Učinki inertnega para pri livermoriju bi morali biti še močnejši kot pri poloniju, zato oksidacijsko stanje +2 postane stabilnejše od stanja +4, ki bi ga stabilizirali le najbolj elektronegativni ligandi; to se odraža v pričakovanih ionizacijskih energijah livermorija, kjer obstajajo velike vrzeli med drugo in tretjo ionizacijsko energijo (kar ustreza prelomu nereaktivne lupine 7p1/2 ) ter četrto in peto ionizacijsko energijo. Predvideva se, da bodo elektroni 7s tako inertni, da stanja +6 ne bo mogoče doseči. Tališča in vrelišča livermorija naj bi nadaljevala trende navzdol po halkogenih; tako naj bi se livermorij talil pri višji temperaturi kakor polonij, vendar zavrel pri nižji. Moral bi biti tudi gostejši od polonija (α-Lv: 12,9 g/cm3; α-Po: 9,2 g/cm3); podobno kot polonij bi moral tvoriti tudi alotropa α in β. Elektron vodiku podobnega livermorijevega atoma (oksidiran, tako da ima le en elektron, Lv115+) naj bi se zaradi relativističnih učinkov premikal tako hitro, da bi imel maso 1,86-krat večjo od stacionarnega elektrona. Za primerjavo naj bi bile vrednosti za vodiku podobnega polonija in telurja 1,26 oziroma 1,080.

### Kemične
Predvidoma je Livermorij četrti član 7p kemičnih elementov in najtežji član 16. skupine v periodnem sistemu pod polonijem. Čeprav je med 7p elementi najmanj teoretično preučen, naj bi bila njegova kemija precej podobna kot pri poloniju. Skupinsko oksidacijsko stanje +6 je znano pri vseh halkogenih, razen pri kisiku, ki ne more razširiti okteta, in je ena izmed najmočnejših oksidativnih snovi med kemičnimi elementi. Kisik je tako omejen na največ +2 stanje, ki se nahaja v fluoridu OF2. Stanje +4 je znano pri žveplu, selenu, teluriju in poloniju, pri čemer se stabilnost spreminja iz redukcije za žveplo(IV) in selen(IV) v najstabilnejše stanje za telur(IV) in oksidacijsko v poloniju(IV). To kaže na manjšo stabilnost za višja oksidacijska stanja pri spuščanju po skupini zaradi naraščajoče vloge relativističnih učinkov, zlasti učinka inertnega para. Tako bi moralo biti najstabilnejše oksidacijsko stanje livermorija +2, s precej nestabilnim +4. Stanje +2 bi lahko oblikoval približno tako enostavno kot berilij in magnezij, stanje +4 pa bi lahko dosegli le z močno elektronegativnimi ligandi, na primer v livermorijevem(IV) fluoridu (LvF4).  Stanje +6 sploh ne bi smelo obstajati zaradi zelo močne stabilizacije elektronov v 7s, zaradi česar so valečna lupina livermorija le štirje elektroni. Znano je tudi, da lažji halkogeni tvorijo −2 stanje kot oksid, sulfid, selenid, telurid in polonid; zaradi destabilizacije livermorijeve 7p3/2 podlupine bi moralo biti stanje −2 zelo nestabilno za livermorij, katerega kemija bi morala biti v bistvu zgolj kationska, čeprav bi morale večje podlupine in delitve energije spina livermorija v primerjavi s polonijem narediti Lv2− nekoliko manj nestabilnega od pričakovanih vrednosti.
Livermoran (LvH2) bi bil najtežji halkogenski hidrid in najtežji homolog vode (lažji so H2S, H2Se, H2Te in PoH2 ). Polan (polonijev hidrid) je bolj kovalentna spojina kot večina kovinskih hidridov, saj je polonij na meji med kovinami in metaloidi in ima nekatere nekovinske lastnosti: polan je nekaj med vodikovim halidom, kot je klorovodik (HCl), in kovinskim hidridom, kot je stanan (SnH4). Livermoran bi moral nadaljevati ta trend: prej bi moral biti hidrid kot livermorid, vendar bi bil vseeno kovalentna molekularna spojina. Interakcije med spinom in tirom naj bi vez Lv–H podaljšale, kot je bilo pričakovano zgolj zaradi trendov periodnem sistemu, in povečale kot vezi H–Lv–H bolj, kot je bilo pričakovano: domneva se, da je to zato, ker imajo nezasedene orbite 8s razmeroma nizko energijo in se lahko hibridizirajo z valenčnimi 7p orbitalami livermorija. Ta pojav, imenovan "supervalenčna hibridizacija" v periodnem sistemu ni redek celo v nerelativističnih regijah; na primer, v molekularnem kalcijevem difluoridu imata tudi 4s in 3d vpliv v atomu kalcija. Težji livermorijevi dihalidi naj bi bili linearni, lažji pa kotni.

## Eksperimentalna kemija
Nedvoumna določitev kemijskih lastnosti moskovija še ni bila ugotovljena. V letu 2011 je bilo opravljenih nekaj poskusov z namenom ustvariti nihonijevih, flerovijevih in moskovijevih izotopov v reakcijah med iztrelki kalcija-48 in tarče iz americija-243 in plutonija-244 . Tarče so vključevale nečistoče svinca in bizmuta, zato je pri reakcijah prenosa nukleonov nastalo nekaj izotopov bizmuta in polonija. Ta, čeprav nepredviden zaplet, bi lahko dal informacije, ki bi pomagale pri prihodnjih kemijskih preiskavah težjih homologov bizmuta in polonija, to sta moskovij in livermorij. Nastala nuklida bizmut-213 in polonij-212m sta bila transportirana kot hidrida 213BiH3 in 212mPo pri 850 °C skozi filtrirno enoto iz kremenčeve volne s tantalom, kar nakazuje, da sta bila hidrida presenetljivo toplotno stabilna, čeprav bi lahko pričakovali, da bi bila njuna težja sorodnika McH3 in LvH2 zaradi preproste ekstrapolacije trendov v periodnem sistemu v p-bloku manj toplotno stabilna. Pred izvedbo kemijskih preiskav so potrebni nadaljnji izračuni stabilnosti in elektronske strukture BiH3, McH3, PoH2 in LvH2. Moskovij in livermorij sta najbrž dovolj hlapna kot čista elementa, da ju bo mogoče v bližnji prihodnosti kemijsko raziskati. Izotope moskovja 288Mc, 289Mc in 290Mc je mogoče kemijsko raziskati s sedanjimi metodami, vendar bi to pomenilo izziv zaradi njihove kratke razpolovne dobe. Moskovij je najtežji element, ki ima znane izotope, ki so dovolj stabilni za kemično eksperimentiranje.